# Elisabeth Heyd
Emma Marie Elisabeth Heyd, geb. Goldenberg (* 12. März 1876 in Hamburg; † 29. September 1957 in Braunschweig) war eine deutsche liberale Politikerin. Sie war Gründungsmitglied der DVP. Von 1926 bis 1928 war sie Mitglied des Landtags von Württemberg.

## Leben
Am 12. März 1876 in Hamburg geboren, ehelichte sie den Stuttgarter Fabrikanten Heyd. Als Witwe engagierte sie sich parteipolitisch in der nationalliberalen Deutschen Volkspartei, in der sie Gründungsmitglied war. Seit Februar 1920 war sie stellvertretende Vorsitzende des DVP-Landesausschusses Württemberg. 1920 und 1924 kandidierte sie für den Reichstag.
Nach Kandidaturen für den Reichstag 1920 und 1924 rückte sie 1926 für den ausgeschiedenen Abgeordneten Gottlob Egelhaaf während der zweiten Wahlperiode in den Landtag von Württemberg nach und blieb bis 1928 Mitglied der DVP-Fraktion. Als Landtagsabgeordnete war sie Mitglied des Petitionsausschusses. 1955 zog sie nach Braunschweig, wo sie am 29. September 1957 verstarb.